# Савельев, Антон Антонович
Антон Антонович Савельев (1 [14] апреля 1913, Богучаны, Енисейская губерния — 22 декабря 1964) — советский конструктор радиоприёмных устройств, лауреат Сталинской премии.

## Биография
Родился 1 (14) апреля 1913 года в д. Богучаны Пинчугской волости Енисейской губернии (ныне районный центр в Красноярском крае).
Сын Антона Антоновича Савельева (1874—1942) — историка и этнографа, эсера, в 1909 г. сосланного в сибирскую ссылку.
После окончания ссылки отца вместе с ним переехал в Петроград. Окончил с отличием Ленинградский электротехнический институт имени В. И. Ульянова (Ленина) по специальности инженер-электрик (1936).
Работал инженером, старшим инженером (1937) Отраслевой радиолаборатории профессиональных устройств КМРС (Комбинат мощного радиостроения имени Коминтерна — позже НИИ № 33, завод № 327, НИИ-619).
В 1942—1944 гг. в эвакуации в Красноярске (вместе с заводом), начальник лаборатории приемных устройств, руководил разработкой приемника ШАР-КВ (Штаба Армии Радиоприемник Коротковолновый).
В 1944 г. вернулся в Ленинград. В 1947 г. под его руководством созданы радиоприёмники АС-1 и АС-2, названные по инициалам автора, которые в разных модификациях выпускались до 1981 г.
Доктор технических наук (1964), профессор, автор девяти изобретений и трех книг о технике радиоприема, в том числе «Проектирование радиоприёмных устройств. Элементы настройки» (1950).

## Награды
- Сталинская премия второй степени (1950)

Могила Савельева на Серафимовском кладбище Санкт-Петербурга.

- орден Ленина (1950)
- орден «Знак Почёта»
- медали
- Почётный радист.